# لوما لیندا، میسوری
لوما لیندا (به انگلیسی: Loma Linda) یک روستا (ایالات متحده آمریکا) در ایالات متحده آمریکا است که در شهرستان نیوتون، میزوری واقع شده‌است.
 لوما لیندا ۹٫۲۳ کیلومتر مربع مساحت و ۷۲۵ نفر جمعیت دارد و ۳۱۳ متر بالاتر از سطح دریا واقع شده‌است.